# Mai 1861

## Événements
- 14 mai : concertation entre la France et le Royaume-Uni sur la guerre civile américaine.

- 15 mai, Espagne : inauguration de la section Tudela-Caparroso du chemin de fer de Pampelune à Saragosse (Compañia del ferrocarril de Zaragoza a Pamplona)

- 18 mai : fondation de la Ville de Lévis, au Québec (Canada), située au sud de la Ville de Québec.

- 31 mai : protectorat britannique sur Bahreïn (traité complété en 1892).

## Naissances
- 6 mai : Tagore (Rabindranath Thakur), écrivain indien. Prix Nobel de littérature.
- 12 mai :
  - Camille Sauvageau (mort le 5 août 1936), botaniste et phycologue français
  - Georges Beaume (mort le 1er janvier 1940), journaliste, romancier, nouvelliste, critique d'art et de littérature
  - Henri Carnoy (mort le 22 septembre 1930), biographe et folkloriste français
  - Ivan Caryll (mort le 29 novembre 1921), compositeur belge
  - Walter Arnott (mort le 18 mai 1931), footballeur international écossais

## Décès
- 13 mai : William Henry Fitton, géologue britannique
- 29 mai : Joachim Lelewel, historien, numismate et politicien polonais.